# تشيك هندرسون
تشيك هندرسون (بالإنجليزية: Chick Henderson)‏ هو لاعب اتحاد الرغبي جنوب أفريقي، ولد في 9 فبراير 1930، وتوفي في 21 نوفمبر 2006.